# Kaiku
Kaiku is een voormalige Spaanse professionele wielerploeg die uitkomt in de continentale circuits van de UCI. De ploeg is actief sinds 1983 en het werd vanaf het begin gesponsord door Kaiku, een bekende zuivelproducent uit Spanje.

## Bekende renners
| - Jorge Azanza - Joseba Beloki - Antonio Berasategui - Jon Bru - Carlos Castaño - Gustavo César Veloso - Juan Carlos Domínguez - Juan Antonio Flecha - Dionisio Galparsoro - Rodrigo Garcia - Ivan Gilmartin | - Jose Antonio Lopez - Alberto Losada - Israel Nunez - Rubén Oarbeaskoa - Juan José Oroz - Adrian Palomares - Javier Ruiz de Larringa - Fernando Serrano - Ricardo Serrano - Pablo Urtasun |